# Šesti slavonski korpus NOVJ-a
Šesti slavonski korpus NOVJ-a ustrojen je 17. svibnja 1943. godine. Od osnivanja, pa do 20. lipnja 1943. zvao se Prvi slavonski korpus, a do 5. listopada 1943. Drugi hrvatski korpus. 
U njegov sastav su prilikom ustrojavanja ušle Deseta i Dvanaesta slavonska divizija. Prilikom formiranja imao je oko 5 200 boraca, a već od 6. srpnja 1943. godine 6 496 boraca. Prvi zapovjednik korpusa bio je Petar Drapšin, a nakon njega Mate Jerković. Politički komesar korpusa bio je Otmar Kreačić.
Šesti korpus rastrojen je 21. travnja 1945. godine.

## Borbeni put korpusa
Do 2. srpnja 1943. godine, korpus je oslobodio sva mjesta u Požeškoj kotlini, osim Slavonske Požege i Pleternice. Poslije napada na Našice, 4. lipnja, glavnina korpusa se prebacila preko Krndije i Papuka na zapad i usmjerila djelovanje na komunikaciju Virovitica – Daruvar – Pakrac, dok je dio postrojbi srušio željezničku prugu Beograd – Zagreb. Do sredine lipnja, korpus je uništio ili oštetio oko 14 kilometara pruge, 500 vagona i veći broj lokomotiva.
U sastavu korpusa bili su ustrojeni naredbom od 29. lipnja Diljski, Požeški, Daruvarski i Bilogorski partizanski odred. Po naređenju Glavnog štaba NOV-a Hrvatske, Dvanaesta divizija bila je prebačena, krajem lipnja, iz Slavonije preko Bilogore, Moslavine i Kalnika u Hrvatsko zagorje, gdje je vršila napade na manja neprijateljska uporišta. U Slavoniji su bili zadržani Deseta divizija i partizanski odredi. Da bi se izbjegao udar nadmoćnijih neprijateljskih snaga, štab Šestog korpusa prebacio je Sedamnaestu brigadu Desete divizije u Banovinu, a u Slavoniji je zadržao 21. brigadu i partizanske odrede.
Početkom kolovoza, postrojbe korpusa vratile su se u Slavoniju (Dvanaesta divizija na Bilogoru i u rajon Voćina, a Deseta divizija u rajon Bučja i Orljavca, odakle se kasnije prebacila na Dilj goru) i do kraja kolovoza uglavnom djelovale u zahvatu komunikacija. Dana 1. srpnja, u sastav korpusa ušao je Prvi dalmatinski bataljun, a ustrojeni su mađarski bataljun „Sandor Petöfi“ i njemačka četa „Ernst Thälmann“ 15. kolovoza, a 25. kolovoza Protučetnički bataljun za borbu proiv četničkih skupina ubačenih iz Bosne.
Poslije kapitulacije Italije 1943., u Zagrebačku oblast prebačena je Deseta divizija, koja je tamo djelovala do kraja godine. U rujnu je od 25. brodske brigade, Diljskog, Podravskog i Požeškog odreda formirana Istočna, a od Posavskog, Daruvarskog i Bilogorskog odreda Zapadna grupa odreda NOP-a. Štabu Zapadne grupe bila je potčinjena i Čehoslovačka brigada „Jan Žižka“, formirana 26. listopada 1943. godine. 
Tako je Šesti korpus krajem listopada 1943. imao u sastavu 12. i 28. diviziju, Istočnu i Zapadnu grupu odreda NOP-a, Protučetnički bataljun, Prvi diverzantski bataljun i Artiljerijski divizion. Štab korpusa imao je Prvo odjeljenje s personalnim, operativnim, informativnim, artiljerijskim, inženjerijskim i političko-obavještajnim odsjekom i Drugo odjeljenje s intendantskim, sanitetskim, tehničkim, vojnosudskim i odsjekom za vojne vlasti u pozadini. U korpusu se tada nalazilo 10 733 boraca, a od naoružanja nalazile su se 6 154 puške, 130 automata, 285 puškomitraljeza, 70 mitraljeza, 44 minobacača, 9 protutenkovskih pušaka, 7 topova, 3 haubice i 458 pištolja.
U listopadu 1943., jedinice korpusa oslobodile su Čačince, Gašince, Gorjane i Brezik, na 136 mesta porušile željezničku prugu Beograd – Zagreb, uništile 14 lokomotiva, 141 vagon, 19 mostova i ostalo. Početkom studenog, 12. brigada je prebačena preko Save i vodila je borbe na Motajici protiv četnika do svibnja 1944., a omladinska brigada „Joža Vlahović“ vodila je borbe na Žumberku, gde je bila do lipnja 1944. godine. Ostale postrojbe korpusa vodile su borbe na području Virovitice, Orahovice, Čačinaca i Mikleuša i porušile željezničku prugu Virovitica – Slatina – Čačinci. Njegovi delovi su 16. prosinca bezuspješno napali Đakovo, 17. prosinca zauzeli Gorjane, a 23. prosinca kod Sibinja i Gromačnika uništile njemačku kolonu od 98 kamiona i 20 motocikala.
U siječnju 1944., postrojbe korpusa operirale su u Požeškoj kotlini, a u veljači i ožujku napale su komunikacije u tom prostoru. Krajem veljače, čehoslovačka brigada „Jan Žižka“ stavljena je pod neposredno zapovjedništvo štaba Šestog korpusa, 1. ožujka u 12. diviziji formirana je Osječka brigada, a 25. brodska brigada ušla je u sastav 28. divizije. Dana 10. travnja, u sastavu korpusa formiran je i bataljun za borbu protiv pete kolone (bataljun PPK).
Početkom travnja 1944., postrojbe korpusa operairale su na području Virovitice, Čačinaca i Daruvara, a 5. travnja zauzele su Slatinu. Jake nemačke i ustaško-domobranske postrojbe prošle su od 25. travnja do 10. svibnja slobodni teritorij s namjerom da unište Šesti korpus. Izbjegavajući veće sukobe s nadmoćnijim neprijateljem, postrojbe korpusa povukle su se na Psunj, Papuk i Ravnu goru, da bi zatim usmjerile operacije na Moslavinu, Bilogoru, Kalnik, u Podravinu i na prugu Beograd – Zagreb. Pored toga, postrojbe korpusa zauzele su, 20. lipnja, Podgorač u kojem se nalazilo oko 500 njemačkih vojnika i 150 ustaša i domobrana. Tada je zarobljen 101, a poginuo 361 njemački vojnik i ustaša. 
Postrojbe korpusa su potom odbijale česte napade neprijatelja iz Našica, Đakova, Slavonskog Broda i Pleternice na slobodni teritorij. U lipnju i srpnju povećan je priljev novih boraca, posebno iz Slavonskog Broda, Slavonske Požege, Daruvara i Vinkovaca. Zbog toga je 15. srpnja formirana 40. divizija, Podravski partizanski odred, a u drugoj polovini kolovoza Četvrta brigada Korpusa narodne obrane Jugoslavije i Virovitička brigada. Na operativnom području korpusa formirana je, u veljači 1944., Vojna oblast koja je sredinom iste godine imala šest zapovjedništava vojnih područja i 16 zapovjedništava mjesta. 
Početkom rujna 1944., korpus je imao u svom sastavu 12. udarnu diviziju, 28. udarnu diviziju, 40. diviziju, Istočnu grupu odreda NOP-a, Zapadnu grupu odreda NOP-a, Artiljerijski divizion, Prvi diverzantski odred, mađarski bataljun „Sandor Petöfi“, nemačku četu „Ernst Thälmann“ i Bataljun protiv pete kolone, s ukupno 11 229 boraca naoružanih sa 6 150 pušaka, 342 automata, 379 puškomitraljeza, 131 mitraljezom, 69 minobacača, 22 topa i 18 ručnih bacača.
U ljeto 1944., postrojbe korpusa su zajedno s vojnopozadinskim službama, organima narodne vlasti i lokalnim stanovništvom osigurale sakupljanje uroda i dio žita prebacile preko Save do postrojbi Četvrtog korpusa NOVJ-a u Banovinu. U kolovozu, korpus je oslobodio skoro svu Daruvarsku kotlinu, krajem kolovoza i početkom rujna porušio prugu Beograd – Zagreb na 598 mjesta i do sredine rujna oslobodio Požešku kotlinu. Noću 13./14. rujna, 28. divizija prešla je Savu kod Slavonskog Kobaša, prihvatila svoju 21. brigadu i zatim se prebacila u Srbiju, gdje je ušla u sastav Dvanaestog vojvođanskog korpusa.
Postrojbe Šestoga korpusa, koje su ostale u Slavoniji, zauzele su 26. rujna Slatinu i Čađavicu, u listopadu Viroviticu, Pitomaču, Kloštar Podravski, Đurđevac, Novigrad Podravski i Virje, u studenom Piškorevce, Klokočevac i Markovac, a u prosincu Pleternicu, Vrbicu, Slavonsku Požegu i ostala mjesta. 
Poslije ovih borbi, formirana je u prosincu 1944. u sastavu Šestog korpusa Artiljerijska brigada, a rastrojeni su Podravski i Osječki odred. Mađarski bataljun „Sandor Petöfi“ bio je stavljen pod zapovjedništvo Glavnog štaba NOV-a i PO-a Vojvodine. Naredbom Vrhovnog štaba NOV-a i POJ-a od 1. siječnja 1945., postrojbe korpusa stavljene su pod zapovjedništvo Štaba Treće armije JA, a naredbom Glavnog štaba NOV-a i PO-a Hrvatske korpus je 2. siječnja dobio naziv udarni.
U siječnju 1945., korpus je djelovao u širem području Grubišnoga Polja i Pitomače, tijekom veljače oko Trnave, Tomašice, Kajgane, Hercegovca i u zahvatu puta Voćin – Bučko Kamensko, zauzeo je Šušnjare, Vučjak Kamenski, Zvečevo i Voćin. Poslije oslobođenja Velike, 23. ožujka 1945., zatim borbi oko Vetova i duž komunikacije Orahovica – Kutjevo u prvoj polovini travnja i borbi za oslobođenje Našica i Đurđenovca 15. i 16. travnja, Štab Šestog udarnog korpusa bio je rasformiran 25. travnja 1945. godine. Njegova 12. i 40. divizija ušle su u sastav Treće armije JA i sudjelovale u konačnom oslobođenju Slavonije, Moslavine, Hrvatskog zagorja i Slovenije.